# فرنسيس الكسندر شيلدز
فرنسيس الكسندر شيلدز (بالإنجليزية: Francis Alexander Shields) هو شخصية أعمال أمريكي، ولد في 16 مايو 1941 في نيويورك في الولايات المتحدة، وتوفي في 27 أبريل 2003 في بالم بيتش في الولايات المتحدة بسبب سرطان البروستاتا.